# Jan Pechoušek
Jan Pechoušek (* 4. dubna 1997 Jeseník) je český běžec na lyžích. Je odchovancem Fenix Ski Team Jesenik. Dvakrát startoval na Mistrovství světa (2019, 2021) a jednou na Olympiádě. Specializuje se na sprinty.

## Sportovní kariéra
Ve Světovém poháru debutoval v sezoně 2018/19.

### Výsledky ve Světovém poháru
| Sezóna  | Věk | Sezónní výsledky | Sezónní výsledky | Sezónní výsledky | Sezónní výsledky | Sezónní výsledky | Výsledky na Ski Tour | Výsledky na Ski Tour | Výsledky na Ski Tour | Výsledky na Ski Tour |
| Sezóna  | Věk | Počet startů     | Celkově          | Distance         | Sprinty          | U23              | Nordic Opening       | Tour de Ski          | WC Final             |                      |
| ------- | --- | ---------------- | ---------------- | ---------------- | ---------------- | ---------------- | -------------------- | -------------------- | -------------------- | -------------------- |
| 2018/19 | 21  | 3                | 131.             | —                | 83.              | 22.              | —                    | DNF                  | —                    |                      |
| 2019/20 | 22  | 4                | 104.             | —                | 63.              | 5.               | DNF                  | —                    | —                    |                      |
| 2020/21 | 23  | 5                | 117.             | —                | 70.              | —                | DNF                  | —                    | —                    |                      |
| 2021/22 | 24  | 5                | 109.             | —                | 64.              | —                | —                    | —                    | —                    |                      |

### Výsledky na OH
| Rok  | Věk | 15 km | 30 km skiatlon | 50 km hromadný start | sprint | 4 × 10 km štafeta muži | sprint dvojic |
| ---- | --- | ----- | -------------- | -------------------- | ------ | ---------------------- | ------------- |
| 2022 | 24  | DNS   | —              | —                    | 33.    | 12.                    | —             |

### Výsledky na MS
| Rok  | Věk | 15 km | 30 km skiatlon | 50 km hromadný start | sprint | 4 × 10 km štafeta | sprint dvojic |
| ---- | --- | ----- | -------------- | -------------------- | ------ | ----------------- | ------------- |
| 2019 | 21  | —     | —              | —                    | 58.    | —                 | —             |
| 2021 | 23  | —     | —              | —                    | 41.    | 11.               | —             |